# Leopold Koch

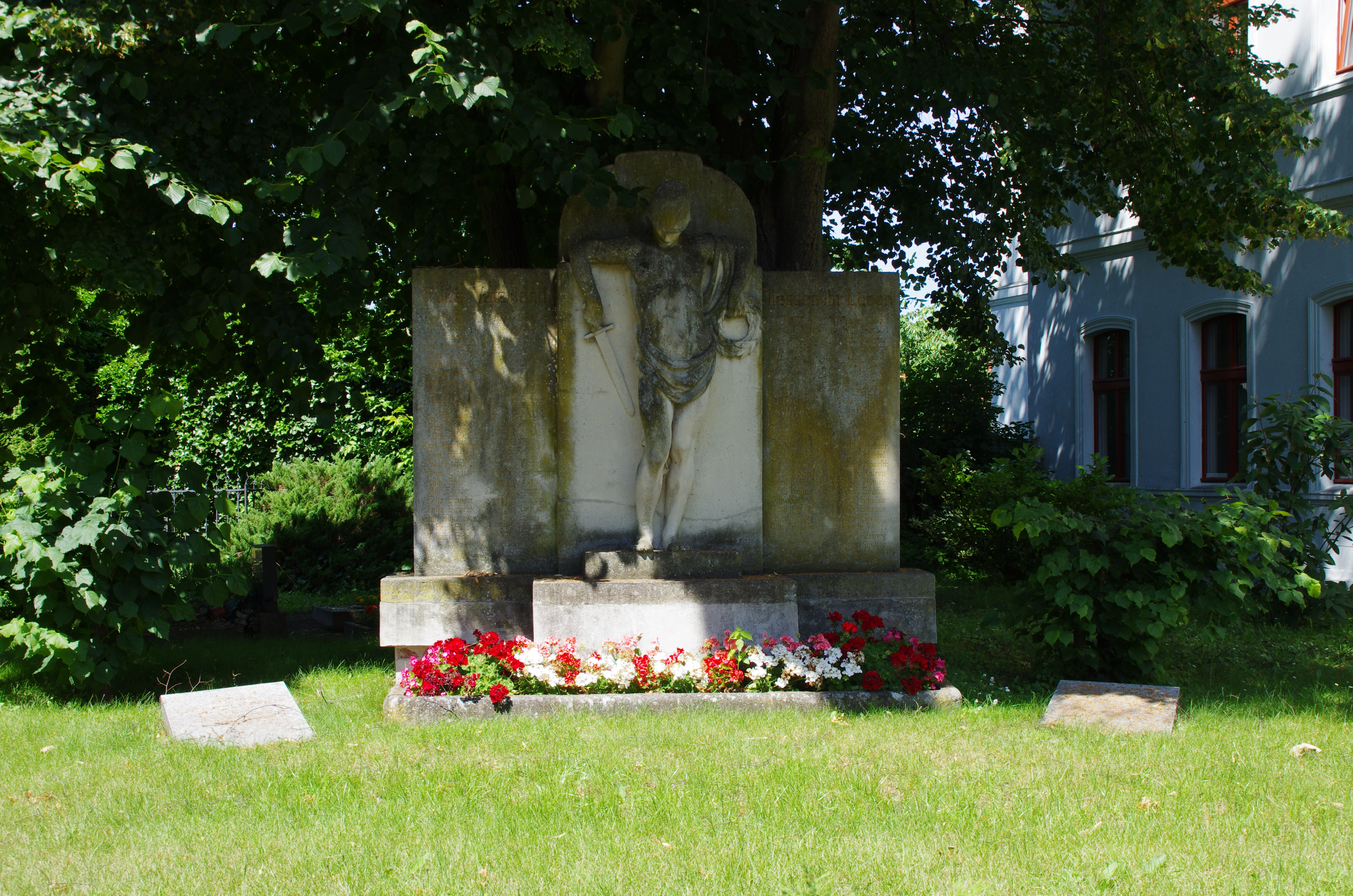
Kriegerdenkmal in Plaue

Leopold Koch (* 28. Juni 1857 in Klein-Mangelsdorf bei Jerichow, Provinz Sachsen, Königreich Preußen; † 31. Januar 1933 in Plaue bei Brandenburg an der Havel) war ein deutscher Bildhauer.

## Leben und Wirken
Leopold Koch studierte Bildhauerei in Berlin, wahrscheinlich an der Akademie  der Künste   bei Reinhold Begas. Danach war er als Bildhauer tätig. Er lebte viele Jahre in seiner Vaterstadt Plaue an der Havel, wo er ein Haus in der Brandenburger Straße 14 besaß. Er nannte sich deshalb zeitweise auch Leo Koch-Plaue.

## Bildhauerisches Werk
Von Leopold Koch sind einige Denkmäler und kleinere Statuen bekannt. Diese stellen meist preußische Herrscher oder Adlige dar. Das Kriegerdenkmal in Plaue von 1922 zeigt dagegen einen trauernden Soldaten.
Denkmäler
- Nauen, Denkmal mit Büste König Friedrich Wilhelms I., vor 1898, nicht erhalten[2]
- Brandenburg an der Havel, Denkmal Friedrichs des Großen, 1915, nach 1945 zerstört
- Naumburg an der Saale, Denkmal Kaiser Wilhelm I., 1909, 1942 eingeschmolzen[3]
- Labes (jetzt Łobez), Denkmal Kaiser Wilhelm I., 1911,  nicht erhalten[4][5]
- Plaue an der Havel, Kirchhof, Kriegerdenkmal, 1922, erhalten[6]

Kleinere Statuen
- Graf York von Wartenburg, 1906, Privatbesitz, erhalten[7]
- Kaiser Wilhelm I., Kopie des Denkmals aus Naumburg, Ofenmuseum Velten, erhalten[8]
- Hans von Königsmarck, Schloss Plaue, Ahnenzimmer,  erhalten
- Graf Barfuss, erhalten[9]
- Gefallenes Pferd, Stadtmuseum Brandenburg an der Havel, erhalten[10]
- Sitzendes Mädchen